# Jo Firestone
Joanna Firestone, detta Jo (Saint Louis, 8 dicembre 1986), è un'attrice, comica e sceneggiatrice statunitense.
È nota soprattutto per aver interpretato Sarah Conner nella serie televisiva Joe Pera Talks with You di Adult Swim.

## Biografia
Joanna Firestone è nata l'8 dicembre 1986 da genitori ebrei chiamati Fred e Marilyn Firestone. Ha un fratello, Ben Firestone, che lavora nel settore immobiliare commerciale. È cresciuta a Clayton, Missouri, nella contea di St. Louis. Si è laureata in teatro alla Clayton High School e successivamente alla Wesleyan University nel Connecticut. Attualmente risiede a Brooklyn.

## Filmografia

### Attrice

#### Cinema
- Don't Think Twice, regia di Mike Birbiglia (2016)
- Vanilla, regia di Will Dennis (2019)
- Save Yourselves!, regia di Alex Huston Fischer e Eleanor Wilson (2020)
- Cicada, regia di Jeremy Truong e Ramfis Myrthil (2020)
- Insieme per davvero (Together Together), regia di Nikole Beckwith (2021)

#### Televisione
- PITtv - serie TV, 1 episodio (2011)
- CollegeHumor Originals - serie TV, 2 episodi (2014-2015)
- Triplets of Kings County - serie TV, 8 episodi (2014-2017)
- Broad City - serie TV, 1 episodio (2015)
- Dumb Video - serie TV (2015)
- The Special Without Brett Davis - serie TV, 9 episodi (2015-2017)
- Netflix Presents: The Characters - serie TV, 1 episodio (2016)
- Boy Band - serie TV, 6 episodi (2016)
- The Outs - serie TV, 2 episodi (2016)
- Thingstarter - serie TV, 1 episodio (2016)
- The Jim Gaffigan Show - serie TV, 1 episodio (2016)
- Animal Agent - serie TV (2016)
- Jon Glaser Loves Gear - serie TV, 1 episodio (2016)
- Thanksgiving - serie TV, 2 episodi (2016)
- High Maintenance - serie TV, 2 episodi (2016-2019)
- The UCB Show - serie TV, 1 episodio (2017)
- A Legitimate Television Show - serie TV, 1 episodio (2017)
- Strapped for Cash - serie TV (2017)
- Giving Up, regia di Kris Lefcoe (2017)
- Songonauts - serie TV (2017)
- Search Party - serie TV, 1 episodio (2017)
- The Tonight Show Starring Jimmy Fallon - serie TV, 10 episodi (2017-2018)
- Crashing - serie TV, 1 episodio (2018)
- The Chris Gethard Show - serie TV, 1 episodio (2018)
- Joe Pera Talks with You - serie TV, 32 episodi (2018-2021)
- National Lampoon Radio Hour - serie TV, 10 episodi (2019-2020)
- Shrill - serie TV, 12 episodi (2019-2021)
- Chris Gethard Presents - serie TV, 1 episodio (2020)
- The First Lady - serie TV, 1 episodio (2022)
- Ziwe - serie TV, 1 episodio (2022)
- Pause with Sam Jay - serie TV, 1 episodio (2022)
- What We Do in the Shadows - serie TV, 1 episodio (2023)

#### Cortometraggi
- The Staten Island Fairy, regia di Steve Siddell (2014)
- How Many Farts Measure a Life?, regia di Nate Dern (2017)
- Observatory Blues, regia di Conor Dooley e Eric Paschal Johnson (2017)
- The Singles Retreat, regia di Jo Firestone (2023)
- Gold and Mud, regia di Conor Dooley (2023)

### Doppiatrice
- Helpsters - serie animata, 1 episodio (2019)
- Ballmastrz: 9009 - serie animata, 1 episodio (2020)
- Summer Camp Island - Il campeggio fantastico (Summer Camp Island) - serie animata, 6 episodi (2020-2021)
- Wolfboy e la Fabbrica del Tutto (Wolfboy and the Everything Factory) - serie animata, 1 episodio (2021)
- The Ghost and Molly McGee - serie animata, 1 episodio (2021)
- Teenage Euthanasia - serie animata, 17 episodi (2021-2023)
- Dicktown - serie animata, 1 episodio (2022)
- The Great North - serie animata, 2 episodi (2022)
- Aqua Teen Forever: Plantasm, regia di Matt Maiellaro e Dave Willis (2022)
- Fired on Mars - serie animata, 1 episodio (2023)
- Strange Planet - Uno strano mondo (Strange Planet) - serie animata, 1 episodio (2023)

### Sceneggiatrice
- UCB Comedy Originals - serie TV, 1 episodio (2015)
- The Special Without Brett Davis - serie TV, 8 episodi (2015-2017)
- The Tonight Show Starring Jimmy Fallon - serie TV, 144 episodi (2016-2018)
- A Legitimate Television Show - serie TV, 1 episodio (2017)
- National Lampoon Radio Hour - serie TV, 10 episodi (2019-2020)
- Rate the Cookie - speciale televisivo (2020)
- Wolfboy e la Fabbrica del Tutto (Wolfboy and the Everything Factory) - serie animata, 1 episodio (2021)
- Teenage Euthanasia - serie animata, 1 episodio (2021)
- Joe Pera Talks with You - serie TV, 6 episodi (2018-2021)

## Doppiatrici italiane
Nelle versioni in italiano dei suoi lavori, Patricia French è stata doppiata da:
- Roberta Gasparetti in Search Party
- Giulia Catania in Crashing

Da doppiatrice è sostituita da:
- Letizia Ciampa in The Great North